# Quantity surveyor
Een quantity surveyor is in het Verenigd Koninkrijk en (voormalige) Britse bezittingen zoals Zuid-Afrika en Nieuw-Zeeland, maar ook daar buiten, de benaming voor iemand die binnen het systeem van aannemen van bouwwerken de lijst van hoeveelheden opstelt van het te realiseren werk. In Nederland wordt dit enerzijds door de architect of kostendeskundige van de zijde van de opdrachtgever en anderzijds door de calculator van de aannemer gedaan. 
Er is geen echte Nederlandse vertaling voor "quantity surveyor", ofschoon men het in Zuid-Afrika bou(w)rekenaar placht te noemen. Amerikanen spreken van een Cost Engineer.

## Functieomschrijving
In het Britse systeem van aannemen worden veel werken aanbesteed op basis van bestek, tekeningen en een lijst van hoeveelheden. Deze lijst van hoeveelheden is de verantwoordelijkheid van de quantity surveyor. De lijst wordt bij de aanbesteding gebruikt om te garanderen dat alle aannemers hun prijs baseren op een identieke hoeveelheid werk. Bij de aanbesteding overhandigt de aannemer een aanbieding die geheel gebaseerd is deze lijst van hoeveelheden met een aparte verrekenprijs voor elk onderdeel van deze lijst. De lijst is een zo volledig mogelijke opsomming van het te verrichten werk. Tijdens en na het werk wordt deze lijst van verrekenprijzen gebruikt om meer- en minderwerk te bepalen. Ook komt het voor dat het gehele werk opnieuw wordt opgemeten teneinde de eindprijs te bepalen. Dit moet dan in vooraf in het contract bepaald.

## Voor- en nadelen van het Britse systeem

### Voordelen
Een van de voordelen van het Britse systeem van aannemen is dat alle partijen in het aanbestedingsproces een aanbieding voor een identieke hoeveelheid werk doen en  normen voor meerwerk en minderwerk vooraf zijn vastgelegd. Belangrijk kostenvoordeel is, dat er slechts één partij is die de lijst van hoeveelheden opstelt.   

### Nadelen
Een nadeel van het systeem is dat er behalve opdrachtgever, aannemer, architect en andere adviseurs, nóg een partij ten tonele verschijnt. Ook neemt de opdrachtgever door het inschakelen van een quantity surveyor, het risico van de juistheid van de hoeveelheden op zich. 